# Květná (okres Svitavy)
Květná (německy Blumenau) je obec v okrese Svitavy v Pardubickém kraji. Leží šest kilometrů východně od Poličky a devět kilometrů západně od Svitav. Jižní částí obce vede silnice I/34. Místní částí Květné je Borová Krčma. Žije zde 421 obyvatel.

## Historie
Ves se připomíná roku 1347, kdy byla zastavena litomyšlskému biskupovi. Byla původně buď úplně nebo částečně českou. To je patrno z velmi mnohých českých příjmení z tehdejší doby. Roku 1350 byl v obci filiální kostel náležející do Karle. V roce 1398 je uváděna svobodná rychta.
Roku 1404 přijal Václav Syřen od Velky vdovy po Martinovi Ruostovi pět kop na penězích a pět rodů včel, za něž ji měl živit až do smrti a po smrti dát oboje jejím dětem. Litomyšlský biskup vesnici roku 1412 osvobodil od odúmrti. 
Litomyšlský biskup Jan Železný prodal svobodnou rychtu v Květné dne 3. února 1416 Matějovi z Lubné za devadesát kop pražských grošů.
V roce 1769 byla postavena silnice ze Svitav do Poličky. Dne 15. září 1896 byl zahájen provoz na železniční trati mezi Svitavami a Poličkou. Jihovýchodně od vesnice byla zřízena železniční stanice Květná o dvou kolejích umožňující nejen přepravu osob ale také nákladu.
Poštovna v Květné patřila počátkem 20. století ke svitavské poště.
Po výbuchu muničního skladu ve Vrběticích na Zlínsku 16. října 2014 vláda v listopadu 2014 rozhodla o obnovení muničního skladu u Květné, který zde fungoval v letech 1949–2013, kam má být převezena část nevybuchlé munice z vrbětického skladu.

### Konšelé
- Matěj Král, Jakub Mikulášův (r. 1404)
- Václav Syřen, Jakub Mikulášův (r. 1405)
- Jacek, Jakub Mikulášův (r. 1406)
- Václav syn Janův, Václav syn Mikulášův (r. 1408)
- Matěj Hodíkův, Jakub (r. 1410)[10]

## Pamětihodnosti
- Kostel sv. Vavřince

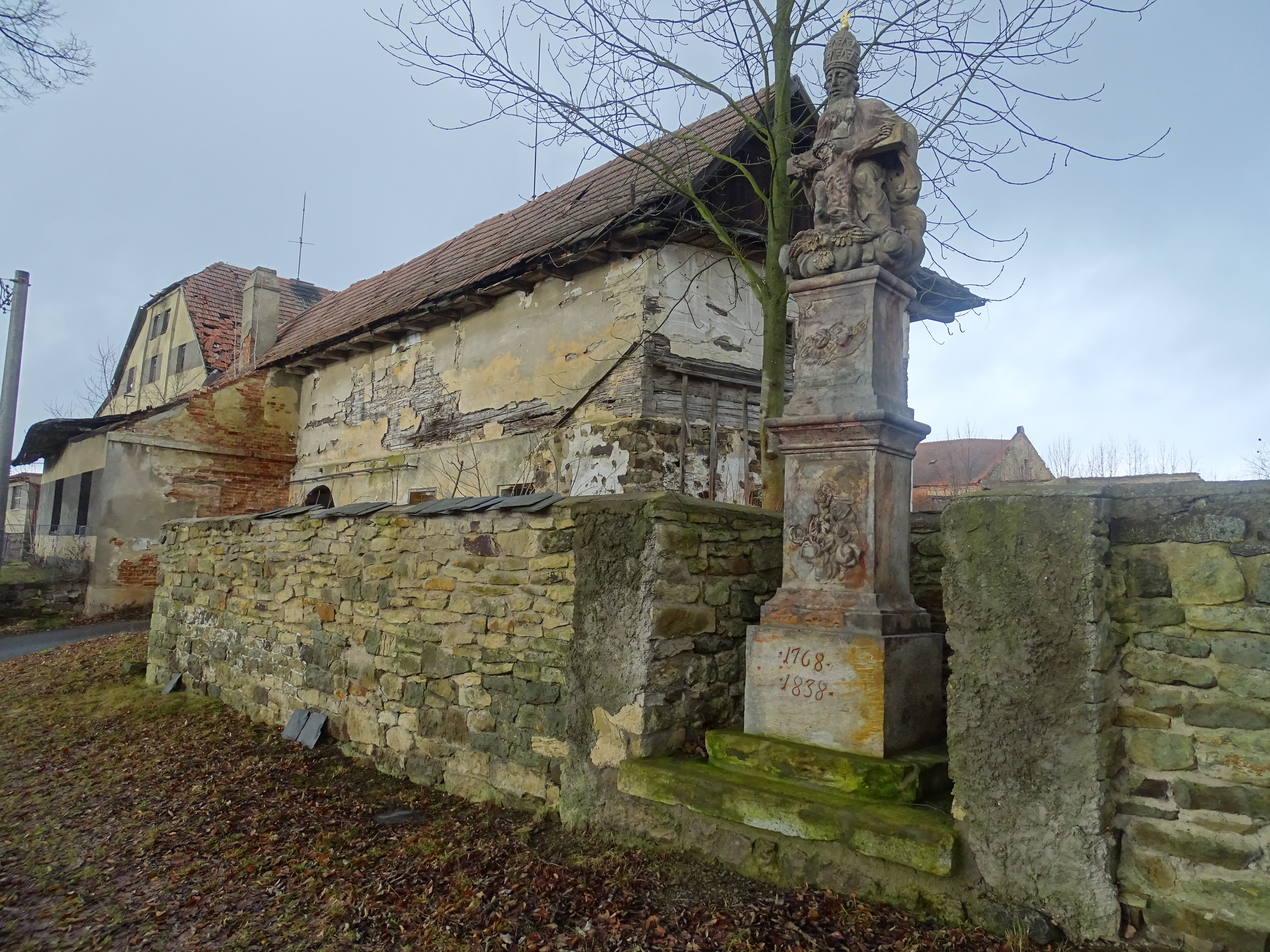
Socha z roku 1768 před branou na hřbitov

- Socha před bránou hřbitova z roku 1768 a pozdější opravou v roce 1838.
- Kamenný sloup před bývalým statkem a v blízkosti silnice vedoucí do Poličky a Svitav s nápisem Anno 1821 Franz Shaver.
- Železný kříž na kamenném podstavci z roku 1860 uprostřed hřbitova. Kříž věnovali manželé Franz a Johanna Walovi. Na kamenném podstavci připevněna pamětní deska s nápisem z roku 1909 o obnově kříže. Na bocích výjevy z biblického života. Na hřbitově jsou patrny staré náhrobky z první poloviny 20. století a márnice. Hřbitov je značně zanedbaný a poničený.
- Mezi silnicí a kostelem se nachází další železný kříž na kamenném podstavci z roku 1863.
- Mohutná kamenná socha v dolní části obce (nalevo od silnice), nově opravená s patrným rokem 187? a částečně dochovaným nápisem s věnováním Johanna a Johanny Jokesch.
- Při pravé straně silnice v blízkosti bývalého statku je nově opravený kříž z roku 1885.
- V dolní části obce je mezi lipami kříž na kamenném podstavci s dnes již nečitelným nápisem.

Velmi zajímavá vesnická architektura dnes značně poničených dřevěných domů. Kamenné statky pocházejí většinou z druhé poloviny 19. století.

## Osobnosti
- Ludwig Wieden (1869–1947), účastník OH 1928 ve výtvarných soutěžích[11]

## Galerie

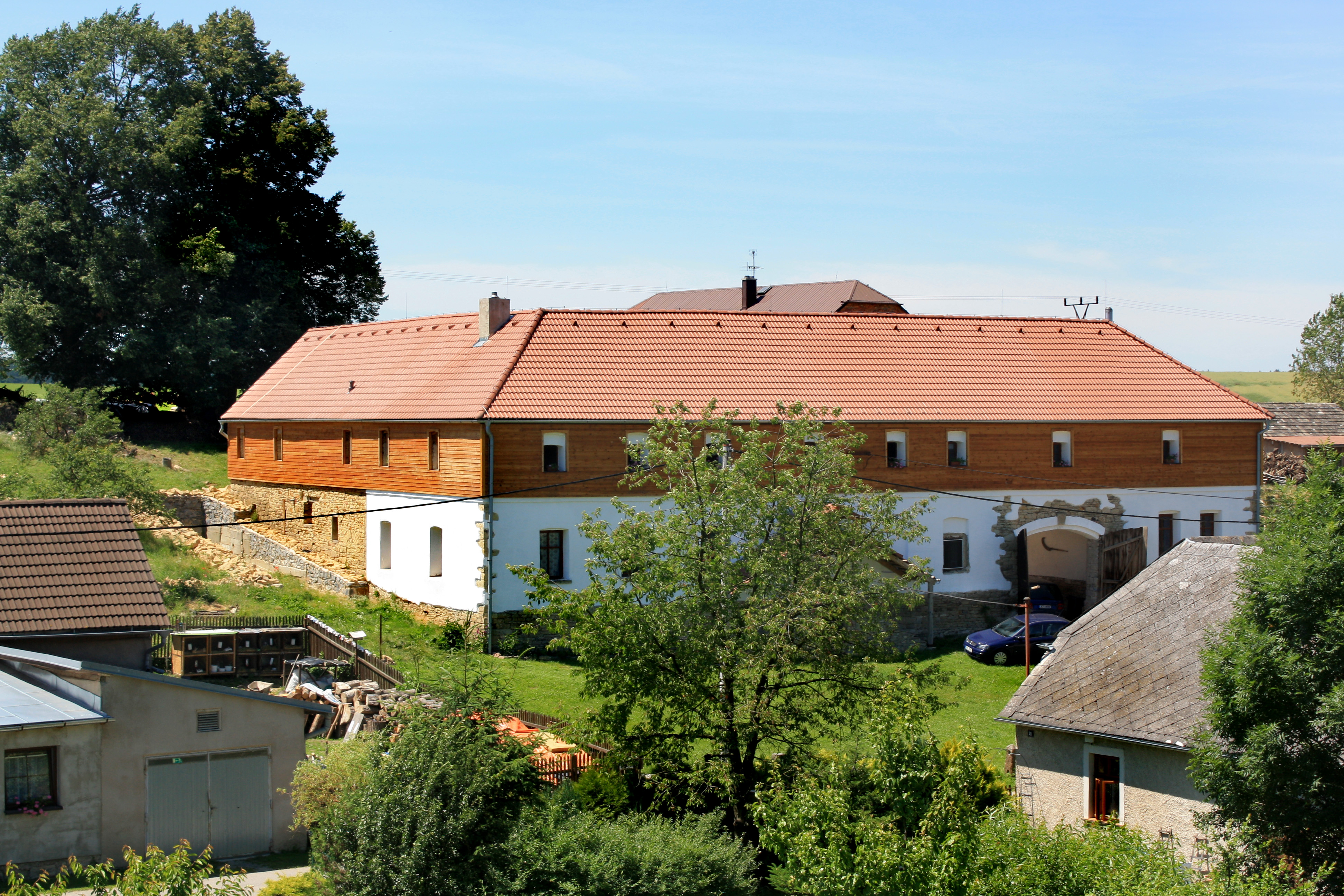
Opravený statek „Květné Zahrady“
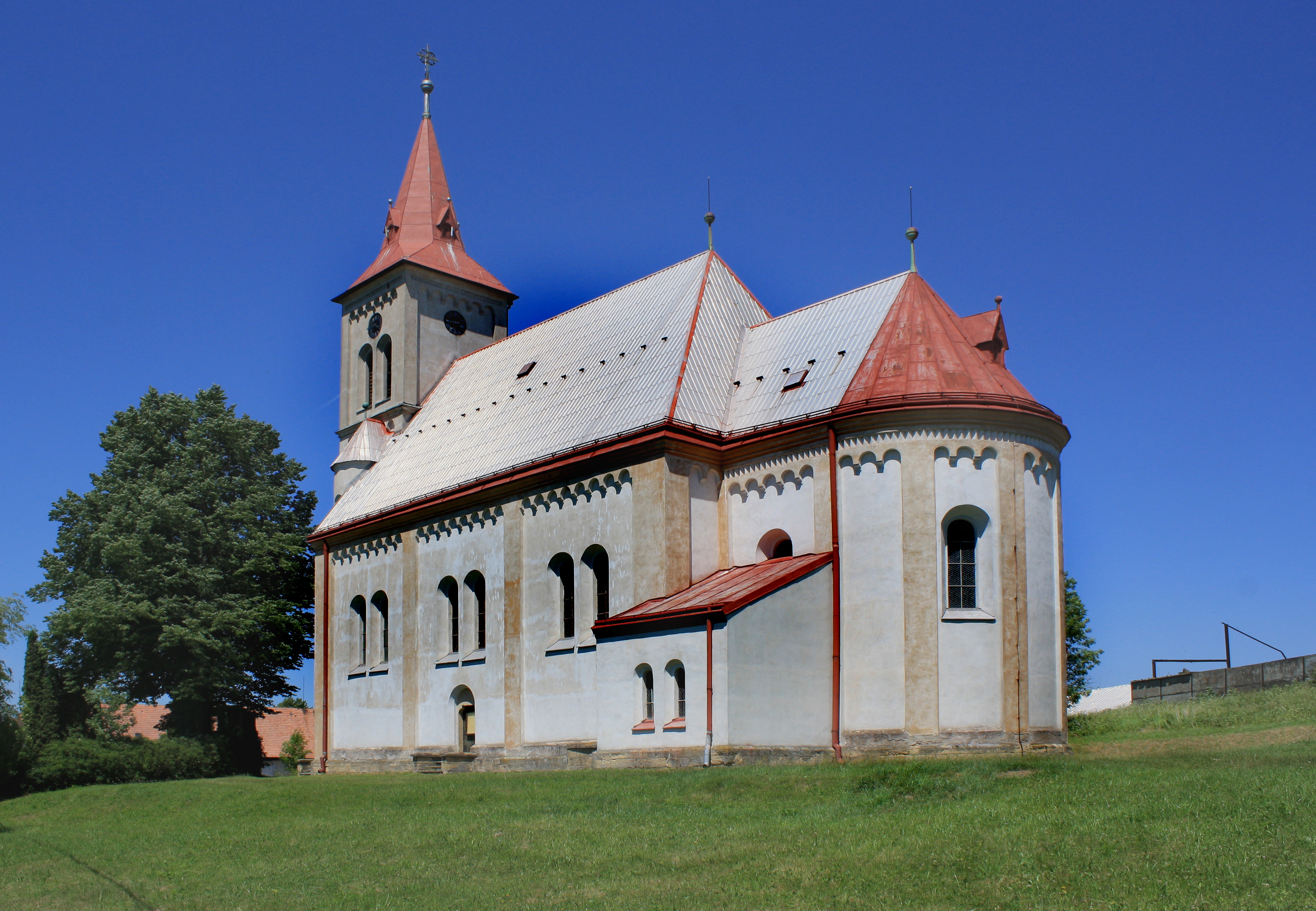
Kostel sv. Vavřince
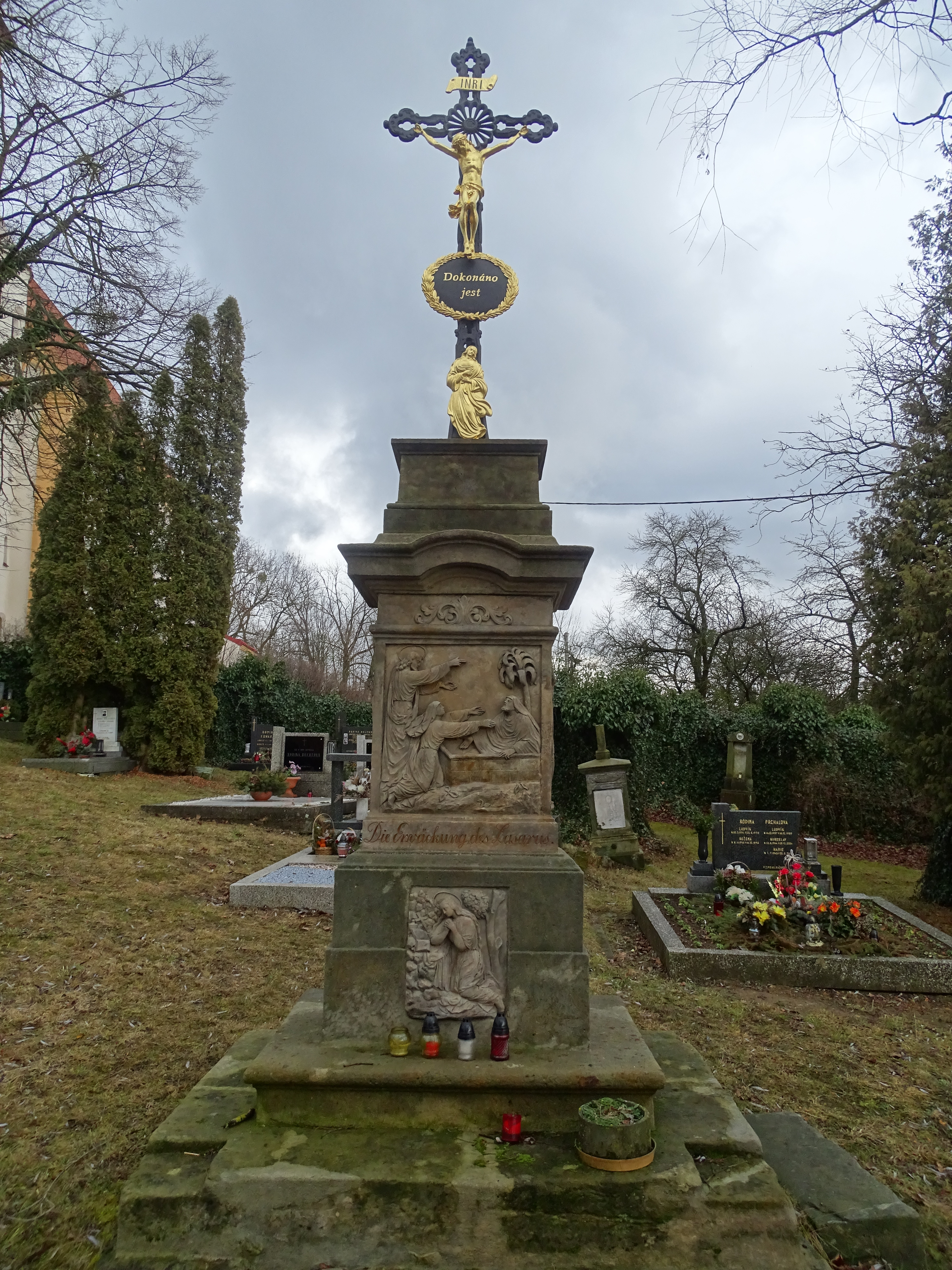
Kříž na hřbitově z roku 1860
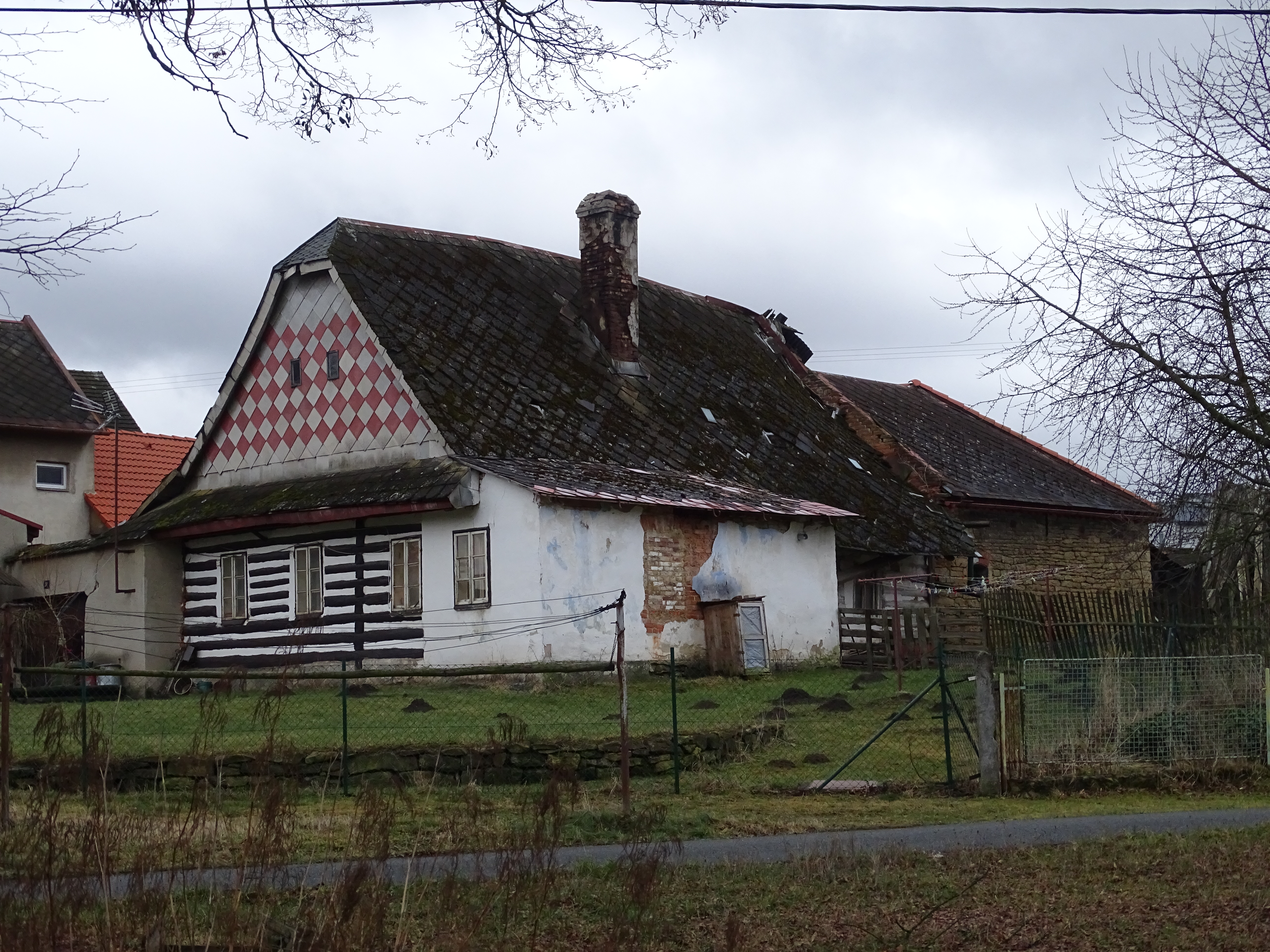
Historické dřevěné domy
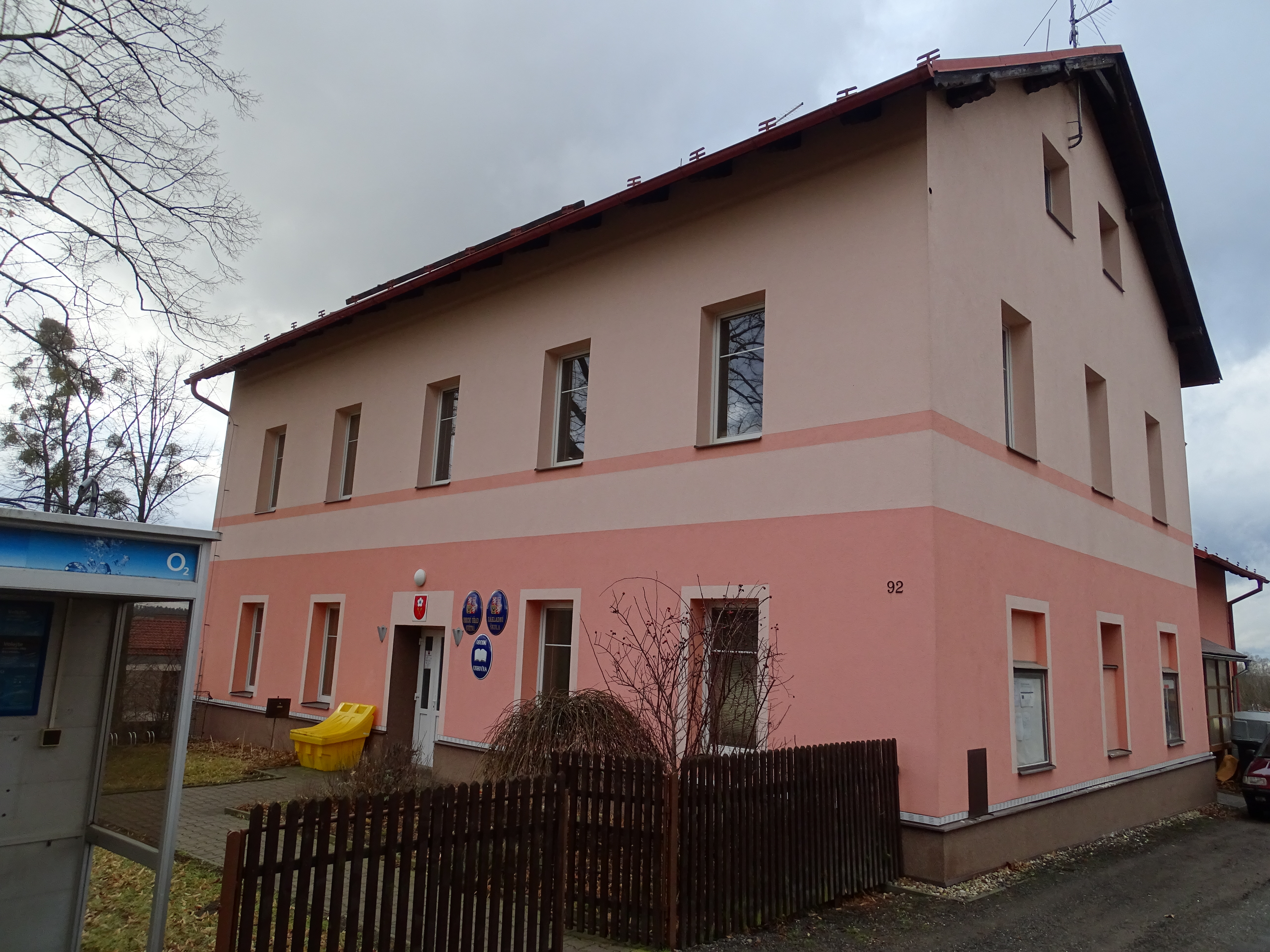
Obecní úřad, základní škola a obecní knihovna